# Asadipus uphill
Asadipus uphill är en spindelart som beskrevs av Norman I. Platnick 2000. Asadipus uphill ingår i släktet Asadipus och familjen Lamponidae.
Artens utbredningsområde är Queensland. Inga underarter finns listade i Catalogue of Life.